# 4.º de ESO (historieta)
4.º de ESO es una serie de historietas cómicas de Albert Pallarés, que, con diversos cambios de título y protagonistas, se ha mantenido desde el año 2003 en "El Jueves".

## Trayectoria editorial
En el 2003, en el número 1345 de "El Jueves", Pallarés empezó a publicar Olegario Gandaria, historieta de una página que narraba las aventuras de un moderno y joven profesor de instituto y de su amigo Val.
En el número 1557, de marzo del 2007, Pallarés la centró ya en sus alumnos con el título de Acné.
Ya en septiembre del 2008, con el número 1634 de "El Jueves", la convirtió en 4.º de ESO.

## Argumento y personajes
Actualmente, se trata de una historieta de dos páginas que narra situaciones cotidianas en la clase y fuera de ella protagonizadas por grupos de jóvenes de Instituto y de sus profesores. El profesor Olegario Gandaria, que protagonizaba anteriormente la serie, aparece ahora como personaje secundario. Los jóvenes, por su parte, hablan la jerga típica de los adolescentes españoles.

## Recopilaciones
Periódicamente, la editorial la ha ido recopilando en forma de álbumes monográficos:
- 12/2004: Olegario Gandaria, profesor de secundaria (Col. Nuevos Pendones del Humor #49)[2]